# Chamarandes-Choignes
 Chamarandes-Choignes  es una población y comuna francesa, en la región de Champaña-Ardenas, departamento de Alto Marne, en el distrito de Chaumont y cantón de Chaumont-Nord.
La ciudad de Chamarandes consta de dos aldeas, situadas a las orillas del Marne, al este de Chaumont. 

## Demografía
| 479 | 524 | 718 | 829 | 947 | 1021 |
| Para los censos de 1962 a 1999 la población legal corresponde a la población sin duplicidades (Fuente: INSEE [Consultar]) |     |     |     |     |      |